# Weidhausen bei Coburg
Weidhausen bei Coburg település Németországban, azon belül Bajorországban. Lakosainak száma 3171 fő (2023. december 31.).

## Népesség
A település népessége az elmúlt években az alábbi módon változott:
| Lakosok száma | 1288 | 2989 | 2645 | 3125 | 3140 | 3161 | 3170 | 3165 | 3118 | 3171 |
|               | 1925 | 1970 | 1975 | 2011 | 2013 | 2014 | 2016 | 2019 | 2021 | 2023 |